# Короткие встречи (фильм, 1967)
«Короткие встречи» — художественный фильм-мелодрама, снятый в 1967 году на Одесской киностудии режиссёром Кирой Муратовой по её совместному с Леонидом Жуховицким сценарию. Фильм был выпущен в прокат 13 июля 1967 года, собрав 4,4 млн зрителей при тираже 425 фильмокопий. В 1987 году фильм был перевыпущен и собрал 4 млн зрителей.
В числе ещё семи фильмов Муратовой входит в список 100 лучших фильмов в истории украинского кино.

## Сюжет
Надя, работница чайной, знакомится с геологом Максимом. У него — эффектная профессия, «романтический» облик, гитара, лёгкое отношение к деньгам, умение подать себя. Девушка влюбляется, а он уезжает.
Эта сюжетная линия, поданная в виде ретроспекции, постоянно пересекается с другой, в которой живёт Валентина Ивановна, любовница Максима, видящая его урывками между экспедициями. Она — работница райсовета, она подписывает бумажки, выступает с лекциями.
Надя появляется в их доме под видом домработницы из деревни, чтобы встретить Максима. Валентина настолько издёргана  постоянными и непредсказуемыми приездами и отъездами Максима, что устраивает ссору. Он уходит «навсегда», однако потом звонит, говорит, что приедет, и Валентина Ивановна, хоть и прогнала его, рада, что он появится. Надя накрывает стол, ставит праздничную посуду — и уезжает, покидая этот дом навсегда, чтобы не мешать их любви…

## В ролях
| Актёр                 | Роль                            |
| --------------------- | ------------------------------- |
| Нина Русланова        | Надя                            |
| Владимир Высоцкий     | Максим                          |
| Кира Муратова         | Валентина Ивановна Свиридова    |
| Лидия Базильская      | Любка                           |
| Ольга Викландт        | парикмахерша                    |
| Алексей Глазырин      | Семён Семёнович геолог          |
| Валерий Исаков        | Стёпа буфетчик                  |
| Светлана Немоляева    | Лёля маникюрша                  |
| Людмила Иванова       | Лидия Сергеевна соседка-гадалка |
| Татьяна Мидная        |                                 |
| Кирилл Маринченко     |                                 |
| Григорий Коган        |                                 |
| Раиса Радько          |                                 |
| Екатерина Загорянская | кассир в парикмахерской         |

## Съёмочная группа
- Авторы сценария: Кира Муратова и Леонид Жуховицкий
- Режиссёр: Кира Муратова
- Оператор: Геннадий Карюк
- Художники: Александра Конардова и Олег Передерий
- Композитор и дирижёр: Олег Каравайчук
- Звукорежиссёр: Игорь Скиндер
- Монтажёр: О. Харакова
- Художник по костюмам: Л. Толстых
- Гримеры: Людмила Брашеван, Зоя Губина
- Директор фильма: А. Сердюков
- Ассистент режиссёра: Геннадий Тарасуль
- Второй режиссёр: Александр Боголюбов
- Дизайнер интерьеров: Марк Толмачёв
- Звуковой редактор: Евгения Рудых

## Музыка к фильму
- «Дела» (автор В. Высоцкий)
- «Песня-сказка про нечисть» (автор В. Высоцкий)
- «Песня о новом времени» (автор В. Высоцкий)
- «Цыганочка» (слова А. Григорьев, музыка И. Васильев)
- «Прощание» (музыка О. Каравайчук)

## Факты
- Фильм появился в те времена, когда была модной профессия геолога. В основу сюжета положены рассказы Леонида Жуховицкого и Леонида Фомина о  социальных и межличностных трудностях[1].
- В одной из передач Кира Муратова рассказала, что на роль Максима был утверждён Станислав Любшин, но он ушёл сниматься в фильме «Щит и меч». Роль Валентины Ивановны должна была играть не сама Муратова, а Антонина Дмитриева, которая к началу съёмок заболела[2].
- Первая кинороль Нины Руслановой.
- Съемки проходили в селе Окны под Одессой.
- В 2001 году фильм был показан на международном кинофестивале в Сан-Франциско.

## Призы
- Ника — 1987 актрисе Нине Руслановой за лучшую женскую роль (также за роли в фильмах «Знак беды» и «Завтра была война»).